# Serguéi Chikalkin
Serguéi Serguéievich Chikalkin, en ruso Сергей Сергеевич Чикалкин (nacido el 11 de diciembre de 1975 en Samara, Rusia), fue un jugador de baloncesto profesional ruso que jugaba en la posición de escolta. 

## Clubes
- 1994-1998  VVS Samara
- 1998-1999 Avtodor Saratov
- 1999-2001 Ural Great Perm
- 2001-2002 Pallacanestro Treviso
- 2002-2003 UNICS Kazán
- 2003-2004  Ural Great Perm
- 2004-2005 BC Kiev
- 2005-2009 UNICS Kazán
- 2009  VVS Samara